# 上海市崇明中学
上海市崇明中学，简称崇明中学、崇中，创建于1915年，是崇明区唯一的一所上海市级实验性示范性高中，也是全区历史最悠久、最为著名的高中，被誉为“海岛最高学府”。原址位于崇明区城桥镇的崇明北门路（现上海市扬子中学所在地），后搬迁至陈海公路2801号，是一所上海市重点建设的现代化的实验性、示范性寄宿制高中之一。

## 历史
1915年，清末举人曹炳麟创建了崇明县第一所中学，此为崇明中学的前身，当年共招收学生62人，曹炳麟出任校长。1920年，崇明中学学生联合尚志女校、敦行女中及高等小学等15所学校学生，组织并参加了“反帝国主义”游行。1938年3月18日，日本军队占领崇明岛，将学校迁至旧考棚，更名为上海市第三中学。1942年始办高中，校址迁至旧试院。1945年抗日战争胜利后，恢复崇明县立中学。1949年6月，解放军占领崇明。同年7月，中共崇明县政府接管学校，并入私立正义中学、海滨农业初级中学和敦行女子初级中学，定名为苏北崇明中学，县长姚志仁出任校长。1952年秋，与私立扬子中学高中部合并，同年10月，改名为江苏省崇明中学。1954年、1957年，先后与崇西中学高中部和私立扬子中学初中部合并。1958年，崇明岛重新划归上海市管辖，更名为上海市崇明中学。1962年、1968年，先后与入崇明师范中师班和城桥民办中学合并。1987年，经政府决定，崇明中学改为高级中学。1994年，学校重建校舍。2000年学校聘请了两名美国外籍教师作为英语外教。2003年9月，上海市政府在崇明岛投资建设了一座现代化寄宿制高中校舍，2004年7月崇明中學迁入此校舍，原北门路校园改为新成立的上海市扬子中学。2004年9月，学校招收2名韩国籍留学生，这是崇明中学首次招收到外籍学生。